# 珍妮弗·薩林
珍妮弗·薩林（英語：Jennifer Salling，1987年7月4日—）是一名出生於加拿大不列顛哥倫比亞省的壘球選手，司職內野手，目前效力於國家職業快速壘球聯盟加拿大狂野。她曾隨隊參加2020年夏季奧林匹克運動會壘球比賽，結果獲得銅牌。

## 外部連結
- 珍妮弗·薩林的X（前Twitter）
- 珍妮弗·薩林的Instagram帳戶